# Des Teufels General (Film)
Des Teufels General ist ein deutscher Schwarzweiß-Spielfilm von 1955 nach Carl Zuckmayers gleichnamigem Drama mit Curd Jürgens in der Hauptrolle. Marianne Koch, Viktor de Kowa und Karl John sind in tragenden Rollen besetzt. Der Film entstand 1954 unter der Regie von Helmut Käutner, produziert von Walter Koppel und der Real-Film GmbH. Am 23. Februar 1955 wurde er in den Kinos uraufgeführt. Im Fernsehen wurde er erstmals am 24. April 1967 vom ZDF ausgestrahlt.

## Handlung
Deutschland im Dezember 1941. Während des Zweiten Weltkriegs sucht die Führung der gefürchteten SS aus strategischen Gründen die Nähe des berühmten Luftwaffengenerals Harras. Dieser ist ein hochdekorierter Veteran des Ersten Weltkriegs, persönlicher Freund des Reichsmarschalls sowie passionierter Pilot. Der weltoffene, charmante Harras teilt allerdings nicht die Ideologie der NS-Diktatur und verspottet diese. Der Spott erreicht jedoch nie ein Maß, das ihn gefährden könnte. Neben dem Fliegen hegt er nur Affinitäten zu Frauen und Alkohol.
Auf einer privaten Festivität aus Anlass einer hohen Auszeichnung für Oberst Friedrich Eilers lernt Harras die erst 21-jährige Dorothea kennen. Die beiden fühlen sich sogleich zueinander hingezogen. Während derselben Feier versucht der SS-Gruppenführer Schmidt-Lausitz, Harras für einen Wechsel zur SS zu gewinnen. Der Versuch scheitert kläglich, General Harras weist ihn mit zynischer Verachtung zurück. Während der Feier werden Gespräche von ihm mit dem Flugzeughersteller Mohrungen, dem Schwiegervater von Eilers, vom SD abgehört. Dabei geht es um technische Probleme mit einem neuen Bombertyp. In derselben Nacht missachtet er die Warnungen seines Freundes Oderbruch, der ihm rät, zu fliehen, da die SS ihn verhaften wolle. Harras tut die Warnungen ab und fährt dennoch in seine Wohnung, wo er umgehend von der Gestapo festgenommen wird. Er wird eingesperrt und soll durch psychische Folter gefügig gemacht werden. Damit will die SS auch ein Exempel statuieren, auf dass sich ihr niemand mehr widersetzen möge. Schmidt-Lausitz’ Aktion ist persönlich genehmigt und gedeckt durch den Reichsführer-SS Heinrich Himmler.
Nach 10 Tagen Haft mit Demütigungen und dem Inszenieren einer Abholung zur Hinrichtung ist Harras offensichtlich gebrochen und wird durch Schmidt-Lausitz scheinbar zufällig aus der Gefangenschaft befreit. Jedoch kann Harras die Intrige durchschauen, da er ein verstohlen ausgetauschtes Zeichen zwischen Schmidt-Lausitz und dem Gefängniskommandanten Zernick bemerkt. Zurück im Reichsluftfahrtministerium, erfährt er, dass das Reich den USA den Krieg erklärt hat. Ihm wird nun bewusst, dass der Krieg vermutlich verloren ist. Hinzu kommen die anhaltenden technischen Probleme mit dem neuen Bombertyp, der gerade jetzt dringend gebraucht würde. Harras wird sofort von Schmidt-Lausitz kontaktiert, der eine Entscheidung verlangt, ob Harras der SS beitreten würde. Kurz darauf kann er Dorothea wiedertreffen, muss aber erleben, dass der jüdische Arzt Rosenfeld, der Harras vor Jahren nach einem Unfall erfolgreich behandelt hatte und nun von Harras außer Landes geschmuggelt werden sollte, und dessen Frau Selbstmord begehen. Kurz darauf wird ihm die Nachricht überbracht, dass Oberst Eilers mit dem neuen Bomber abgestürzt sei. Als der General der Witwe kondolieren will, mahnt diese ihn zur Menschlichkeit und erreicht zum ersten Mal seit langem, dass Harras ohne Zynismus eine eigene Verantwortung zugeben kann.
Harras beschließt, den zahlreichen Abstürzen der neuen Bomber auf den Grund zu gehen. Bei einem Testflug bemerkt er, dass sein Freund Oderbruch hinter der Sabotage stecken muss. Er stellt ihn zur Rede, und Oderbruch gesteht. Er habe einen gefährlichen Konstruktionsfehler an den in Erprobung stehenden Flugzeugen verschwiegen, damit diese nicht für den Fronteinsatz genutzt werden können, um so Hitlers Regime nachhaltig zu schwächen. Der Absturz von Eilers war keinesfalls voraussehbar, da dessen Geschwader entgegen Oderbruchs Weisung mit der neuen Maschine ausgerüstet wurde.
Fast zeitgleich erscheint die SS und besetzt den Flugplatz. Schmidt-Lausitz zwingt Harras, entweder den Urheber des Konstruktionsfehlers binnen zweier Stunden zu benennen oder ein Rücktrittsgesuch von allen Ämtern zu unterschreiben, was einer Selbstbezichtigung gleichkäme, da vermutet würde, dass Harras den Urheber der Fehlkonstruktion kennt und deckt. Das Aufdecken des Konstruktionsfehlers innerhalb dieser Frist würde jedoch vollkommen unglaubwürdig erscheinen und somit letztendlich zum gleichen Ergebnis führen. Das vorherige Angebot eines Übertritts zur SS wird ebenfalls widerrufen, da Harras jetzt, wie er diesem in verächtlicher Weise mitteilt, nicht mehr nützlich sein könne für das neue Vaterland. Daraufhin konfrontiert Harras Schmidt-Lausitz mit dem Vorwurf, dass er und seinesgleichen aus dem Vaterland eine menschenunwürdige Diktatur geformt haben, und jagt diesen mit vorgehaltener Waffe aus dem Raum.
In einer Aussprache mit Oderbruch wirft ihm dieser Opportunismus und Verrat seiner eigenen Ideale vor. Harras erkennt diesen Vorwurf an, versichert Oderbruch, ihn nicht der SS auszuliefern, und unterzeichnet das Rücktrittsgesuch. Oderbruch schlägt ihm die Flucht in die Schweiz vor – eine Fluchtmaschine steht betankt für ihn bereit –, doch Harras besteht darauf, dass er seinen fatalen Pakt mit dem Teufel bis zum bitteren Ende durchhalten muss – allein schon, um seine Freunde, insbesondere Oderbruch, zu schützen. Er startet unerlaubt mit einer der fehlerhaften Maschinen und lässt diese in eine Baracke stürzen. Schmidt-Lausitz meldet Himmler sofort, dass Harras bei einem Testflug ums Leben gekommen sei, worauf der Reichsführer-SS ein Staatsbegräbnis anordnet.

## Entstehung

### Dreharbeiten
Drehort waren die Real-Film-Studios in Hamburg-Wandsbek, die Außenaufnahmen fanden in Hamburg-Fuhlsbüttel und Berlin statt. Der Regisseur Helmut Käutner ist im Film als Görings Schatten zu sehen. Es war schwierig, passende alte Flugzeuge zu finden: Die der Real-Film zunächst angebotenen Messerschmitt Me 262 aus britischer Kriegsbeute waren 1941 noch nicht einsatzfähig. Käutner begründete seine Ablehnung allerdings auf andere Weise: „Dann wäre der ganze Film ja in Frage gestellt – denn dann würden die Leute sagen: ‚Wenn diese wunderbaren Maschinen noch rechtzeitig eingesetzt worden wären, hätten wir den Krieg ja gewinnen müssen.‘“ Schließlich gelang es mit Hilfe der deutschen Gesandtschaft in Stockholm, von der schwedischen Luftwaffe drei alte Ju 86, Baujahr 1936, zu erhalten. Bei diesen zweimotorigen Maschinen handelt es sich um die „K“-Version mit Bristol-Mercury-Benzin-Sternmotoren. Diese Version des Flugzeugtyps − teilweise von SAAB in Lizenz gebaut − waren bei den Schwedischen Luftstreitkräften eingesetzt. Der Typ galt bei der Luftwaffe als allgemein wenig tauglich für Kampfeinsätze und wurde deshalb vor allem als Transportflugzeug eingesetzt. Die schon bei der Erprobung als Fehlschlag gewertete Entwicklung des Typs unterstand Ernst Udet (siehe folgender Absatz), so dass die Wahl der Flugzeuge als ausgesprochen passend betrachtet werden kann. Die Szenen mit dem Todesflug Harras’ zeigen als Verdeutlichung der ausweglosen Situation einen düsteren, wolkenverhangenen Himmel. Tatsächlich wurde bei aufgelockerter Bewölkung gedreht und die düstere Stimmung mit Spezialfiltern erzeugt.

### Vorlage
Als Vorlage diente das gleichnamige Drama Carl Zuckmayers, das dieser 1943 bis 1945 im US-amerikanischen Exil schrieb. Die Figur des Harras ist nach dem Flieger und Luftwaffengeneral Ernst Udet gestaltet, der 1941 offiziell bei der Erprobung eines neuen Flugzeuges tödlich verunglückte, sich aber tatsächlich selbst erschoss. Udet flog im Ersten Weltkrieg gemeinsam mit Hermann Göring in Manfred von Richthofens Fliegerstaffel. Er war mit Zuckmayer befreundet.

### Drehbuch und Besetzung
Die Handlung des Films ist nicht werkgetreu, sondern eine freie Bearbeitung mit Generalvollmacht Zuckmayers. Neben dem Einfügen neuer Szenen, dem Streichen von Nebenfiguren sowie Hinzufügen von anderen wurden auch Figuren verändert: Der Kulturleiter Dr. Schmidt-Lausitz ist nun General Harras gleichgestellt und nicht „der mit Macht ausgestattete Subalternmensch“ des Stücks. Oderbruch ist nicht nur Ingenieur, sondern nahm als Flieger am Ersten Weltkrieg teil, wurde verwundet und trägt Auszeichnungen. Die fehlerhaften Flugzeuge werden zurückgehalten und die Testpiloten haben Anweisung, sich mit dem Fallschirm zu retten. Die Maschine, mit der Friedrich Eilers verunglückt, gehört zu einer Gruppe, die gegen den Willen Oderbruchs und Harras’ an die Front ging. Im Stück wird dagegen eine noch nicht eingesetzte Schwestermaschine zurückbeordert. Oderbruch fliegt gemeinsam mit Harras eine der fehlerhaften Maschinen und verhindert den Absturz. Nach der Landung kommt es zur Aussprache, in der er zugibt, einen Konstruktionsfehler am Trimmruder nicht gemeldet zu haben. Käutners Anspruch an diese Rolle war: „… wenn Oderbruch auf der Leinwand erscheint, muss ihm eine Welle von Sympathie entgegenschlagen, gleichgültig aus welcher Quelle sie kommt.“ Ursprünglich sollte die Rolle mit Dieter Borsche besetzt werden, der Oderbruch bereits erfolgreich auf der Bühne verkörpert hatte, einen „Oderbruch mit Hausmusik und Hölderlin“. Erst nachdem Borsche abgesagt hatte, kam Karl John zum Zug. Curd Jürgens als General Harras war dagegen die Wunschbesetzung, da er in der Vorstellung des Publikums alle Eigenschaften Harras’ verkörpere: „Jürgens hat den Zauber des Leichtfertigen, der alle Helden so gut kleidet wie schon den Egmont. Und dann hat er diese himmlische Berliner Diktion.“

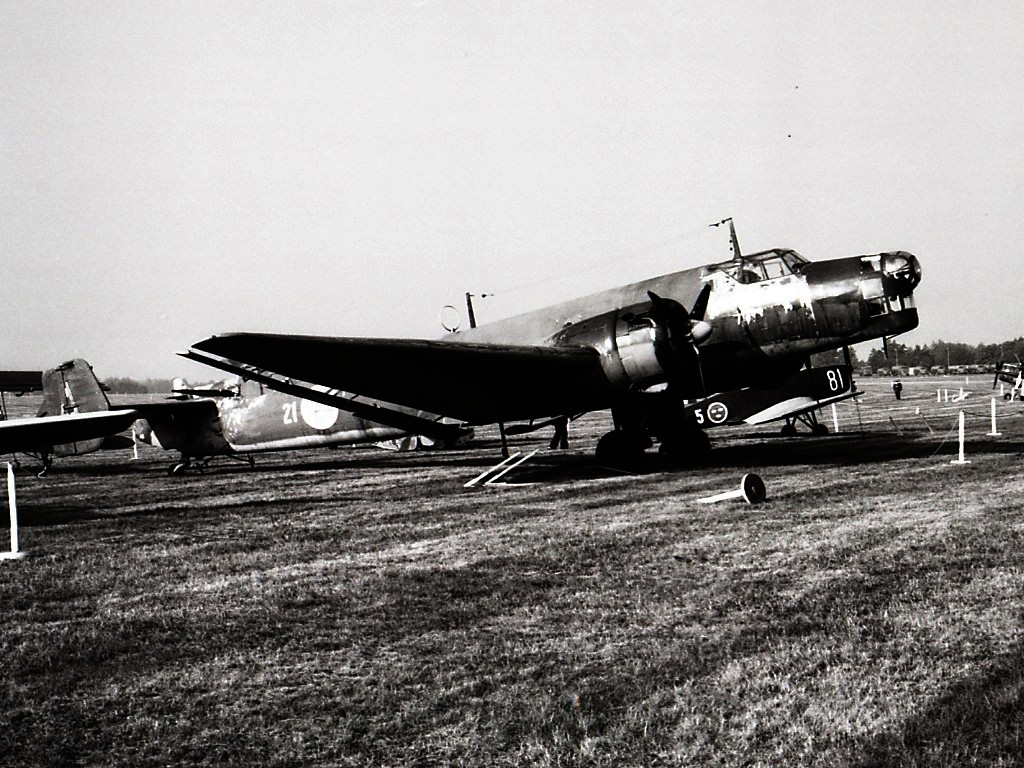
Eine Junkers Ju 86 K der schwedischen Luftwaffe (Foto von 1976)
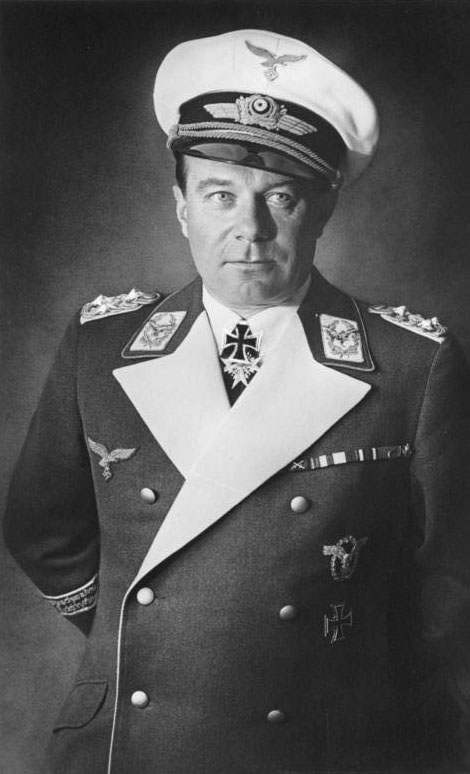
Ernst Udet, das Vorbild für Harras (1940)
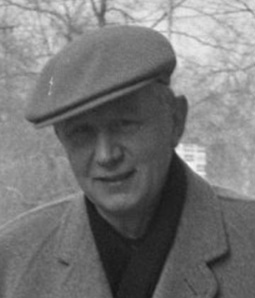
Helmut Käutner 1960
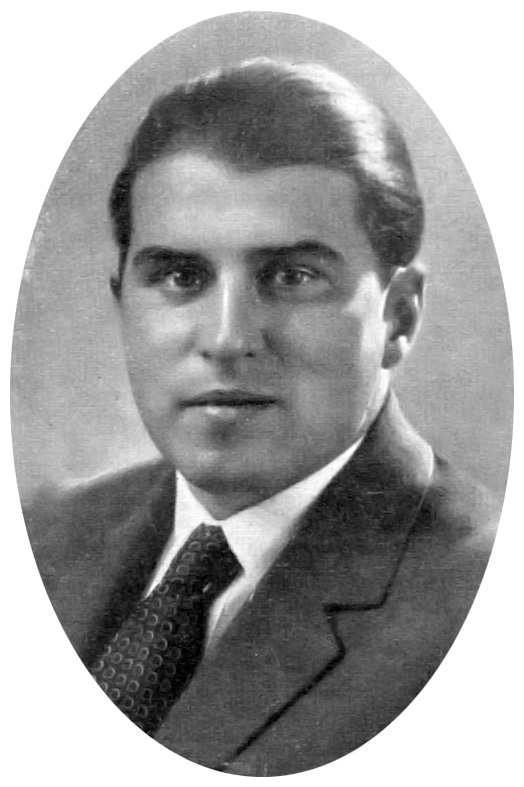
Zuckmayer in einer Aufnahme von 1920

## Auszeichnungen
- 1955: Bundesfilmpreis: Filmband in Silber für Marianne Koch (Beste weibliche Nebenrolle)
- 1955: Internationale Filmfestspiele Berlin: David O. Selznick-Preis
- 1955: Internationale Filmfestspiele von Venedig: Coppa Volpi für Curd Jürgens (Bester Hauptdarsteller)
- 1955: Prädikat „wertvoll“ der Filmbewertungsstelle

## Kritiken
„Käutners Film ist nicht darauf angelegt, eine Ehrenrettung für irgendjemand zu sein, es ist ein klarer Spiegel, in den wir hineinsehen sollten. Er zeigt die Tragik, die über uns waltete und bis in unsere Gegenwart hineinleuchtet.“

„Formal beachtliche, aber in ihrer politischen Dimension entschärfte Verfilmung des Bühnenstücks von Zuckmayer, die eine unreflektierte Identifizierung mit dem Helden erleichtert. Trotz der realistischen Schilderung des Zeithintergrundes ein ‚Rehabilitationsfilm‘, der deshalb eher zwiespältig bleibt.“

„Das Drehbuch hat der Vorlage nichts von ihrer kritischen Substanz genommen. Im Gegenteil: ‚Meist pflegt der Film seine Theatervorlage zu verwässern. Käutner hat sie gepfeffert‘ (Gunter Groll). Verschiedene Szenen sind filmwirksam aufgelöst, andere hinzugefügt worden. Am überzeugendsten war bei diesen Veränderungen die Profilierung des Gegenspielers Schmidt-Lausitz, dem nunmehr scharfe Intelligenz und brillante Bösartigkeit zugestanden wurden.“

„Ein beachtliches, ernstzunehmendes Zeitdokument aus dem Dritten Reich nach Zuckmayers gleichnamigem Bühnenstück. Für Menschen, die den Hintergrund erforschen und weiterfragen, wo der Film nichts mehr zu sagen hat.“